# 紅運帝王
紅運帝王（英語：Red Lion，來港前稱），是一匹在愛爾蘭、英國和香港出賽的賽駒，來港後練馬師是蔡約翰。競賽生涯中一勝國際一級賽。

## 簡介
來港服役前「紅運帝王」曾在愛爾蘭由練馬師冼禮尼訓練，並勝出兩仗。其後，「紅運帝王」被運來香港服役，加盟蔡約翰馬房。
2022年11月16日，「紅運帝王」於香港首次出賽。
2023年3月11日，「紅運帝王」打開其在港的勝利之門。
2023年5月13日，巴度策騎「紅運帝王」勝出第一班盃賽港澳盃。賽後，巴度說道：「一切都相當順利，雖然我們今仗排外檔，但我亦得益於此因素，我在賽事開始後可以有充足時間移入，當我知道可以佔取放頭馬後外疊那場地相對較佳的位置時，我便順勢把握機會讓坐騎置於那裡，一直緊跟放頭馬競跑。轉入直路前，我想『綫路之星』在近欄的走勢較我駒為佳，因此我決定將馬兒轉至近欄位置，並在該駒之後展開衝刺。我知道我駒喜跑偏軟地，而牠跑來動作亦相當順暢，馬兒在最後階段走勢強勁，牠今仗只負輕磅（116磅），是個非常有利的因素，牠刻下確是狀態大勇。牠應可交出更高水準，馬兒現時比早前跑來更為收歛，快慢由人，牠下季前景秀麗，可望成為一匹佳駟。」練馬師蔡約翰說道：「今日賽事舉行前開始下雨，場地狀況轉差，令牠（『紅運帝王』）的排檔變得有利，看來提升了牠的爭勝機會。」
2024年2月12日，潘頓策騎「紅運帝王」勝出第一班盃賽賀年盃。賽後，潘頓說道：「『紅運帝王』沿途佔得有利形勢，陣中好幾匹對手近績平平，在此機會稍落下風，因此今賽可說是兩駒單打獨鬥的局面。我的坐騎今仗需負125磅的較重磅位，相反該匹續有進步的後起之秀（『綠族無限』）只需負115磅。兩駒於末段短兵相接十分精彩，老實說牠們各有機會獲勝。跑至最後一百五十米時，對手走勢強勁，我想牠或有機會將我們趕過，但我的坐騎可能較為年長，出賽經驗較為豐富，跑來更具鬥心，這可能就是今賽的勝負分野所在。」練馬師蔡約翰說道：「牠（『紅運帝王』）確是一匹上駟，上季牠合共取得四捷，雖然馬兒現時評分仍處於甚高水平（102分），但仍能再添頭馬進賬，牠確是值得一讚。」
2024年3月10日，賀銘年策騎「紅運帝王」出戰國際一級賽女皇銀禧紀念盃，不敵「加州星球」及「錶之銀河」，取得第三名。
2024年4月28日，布文策騎「紅運帝王」出戰國際一級賽冠軍一哩賽，不敵「永遠美麗」，取得第二名。
2025年1月19日，布文策騎「紅運帝王」出戰國際一級賽董事盃，不敵「遨遊氣泡」及「錶之銀河」，取得第三名。
2025年4月27日，布文策騎「紅運帝王」勝出國際一級賽冠軍一哩賽。「紅運帝王」與「遨遊氣泡」於末段一度互相挨擦，經競賽董事小組進行研訊後，「紅運帝王」最終得以保住頭馬資格。賽後，布文說道：「『紅運帝王』去年在此賽中屈居亞軍，今年終於得償所願奪魁，恭喜蔡約翰和兩位馬主。馬兒表現相當穩健，勝出一級賽絕對實至名歸，不過坦白說，我此刻的心情實在難以用言語形容。馬兒表現十分精彩。牠是匹非常穩定和充滿拼勁的賽駒。我以往曾多次夥拍牠上陣，對牠信心十足。我原本沒預期今仗會領放，但全靠蔡約翰與他的團隊讓馬兒的狀態達至巔峰，加上場地略為濕軟，確實有助提升牠的爭勝機會。我真的為牠感到非常自豪。」練馬師蔡約翰說道：「『紅運帝王』服役以來一向表現穩健，每次上陣時總是全力以赴，往往有力一爭。所有馬匹都需要種種形勢配合才能勝出賽事。或許今天場地略為濕軟和牠今仗能夠單獨領放均有利牠發揮，在各種因素配合下造就牠摘下桂冠。我認為馬兒的競賽意識和心理狀態均十分重要。牠今天展現出一匹真正賽駒的鬥心，彷彿確信自己能夠取勝，並決心將勝利拿下。牠全程堅持不懈、奮力拼搏。當一匹賽駒處於這種心理狀態時，實在難以被擊敗。夏佳理伉儷是香港賽馬界長期支持賽事和持續投資馬匹的馬主之一。像他們這樣對賽馬運動全心投入的人，都理應獲得一定成功，而他們確實在賽場上經常運氣不錯。」

## 在港勝出賽事全紀錄
| 比賽日期   | 賽事名稱           | 賽事班次 | 賽道 | 賽事路程 | 比賽馬場 | 名次 | 完成時間 | 騎師 |
| ---------- | ------------------ | -------- | ---- | -------- | -------- | ---- | -------- | ---- |
| 11/03/2023 | 城南讓賽           | 第三班   | 草地 | 1400米   | 沙田馬場 | 1    | 1:21.36  | 潘頓 |
| 09/04/2023 | 普樂讓賽           | 第二班   | 草地 | 1400米   | 沙田馬場 | 1    | 1:21.87  | 潘頓 |
| 13/05/2023 | 港澳盃（讓賽）     | 第一班   | 草地 | 1400米   | 沙田馬場 | 1    | 1:22.96  | 巴度 |
| 28/05/2023 | 爪皇凌雨讓賽       | 第二班   | 草地 | 1400米   | 沙田馬場 | 1    | 1:21.55  | 潘頓 |
| 12/02/2024 | 賀年盃（讓賽）     | 第一班   | 草地 | 1400米   | 沙田馬場 | 1    | 1:21.42  | 潘頓 |
| 27/04/2025 | 富衛保險冠軍一哩賽 | G1       | 草地 | 1600米   | 沙田馬場 | 1    | 1:33.21  | 布文 |

## 在港一級賽出賽全紀錄
| 比賽日期   | 賽事名稱           | 賽事班次 | 賽道 | 賽事路程 | 比賽馬場 | 名次 | 完成時間 | 騎師   |
| ---------- | ------------------ | -------- | ---- | -------- | -------- | ---- | -------- | ------ |
| 10/03/2024 | 女皇銀禧紀念盃     | G1       | 草地 | 1400米   | 沙田馬場 | 3    | 1:22.35  | 賀銘年 |
| 28/04/2024 | 富衛保險冠軍一哩賽 | G1       | 草地 | 1600米   | 沙田馬場 | 2    | 1:34.76  | 布文   |
| 08/12/2024 | 浪琴香港一哩錦標   | G1       | 草地 | 1600米   | 沙田馬場 | 8    | 1:33.74  | 布文   |
| 19/01/2025 | 董事盃             | G1       | 草地 | 1600米   | 沙田馬場 | 3    | 1:34.05  | 布文   |
| 23/02/2025 | 女皇銀禧紀念盃     | G1       | 草地 | 1400米   | 沙田馬場 | 5    | 1:20.73  | 巴度   |
| 27/04/2025 | 富衛保險冠軍一哩賽 | G1       | 草地 | 1600米   | 沙田馬場 | 1    | 1:33.21  | 布文   |

## 外部連結
- . 2023-05-13  [2023-05-13].
- . 2024-02-12  [2024-02-12].
- . 2025-04-27  [2025-04-27].